# Bo Dahlin
Bo Dahlin, född 1948 i Stockholm, är professor i pedagogik vid Karlstads universitet.
Bo Dahlin var 1998–2004 docent i pedagogik vid Göteborgs universitet, och erhöll 2004 professuren i pedagogik vid Karlstads universitet.